# Atsushi Kurokawa
Atsushi Kurokawa (født 4. februar 1998) er en japansk fodboldspiller, som spiller for den japanske fodboldklub Mito HollyHock.